# О знаменитых мужах

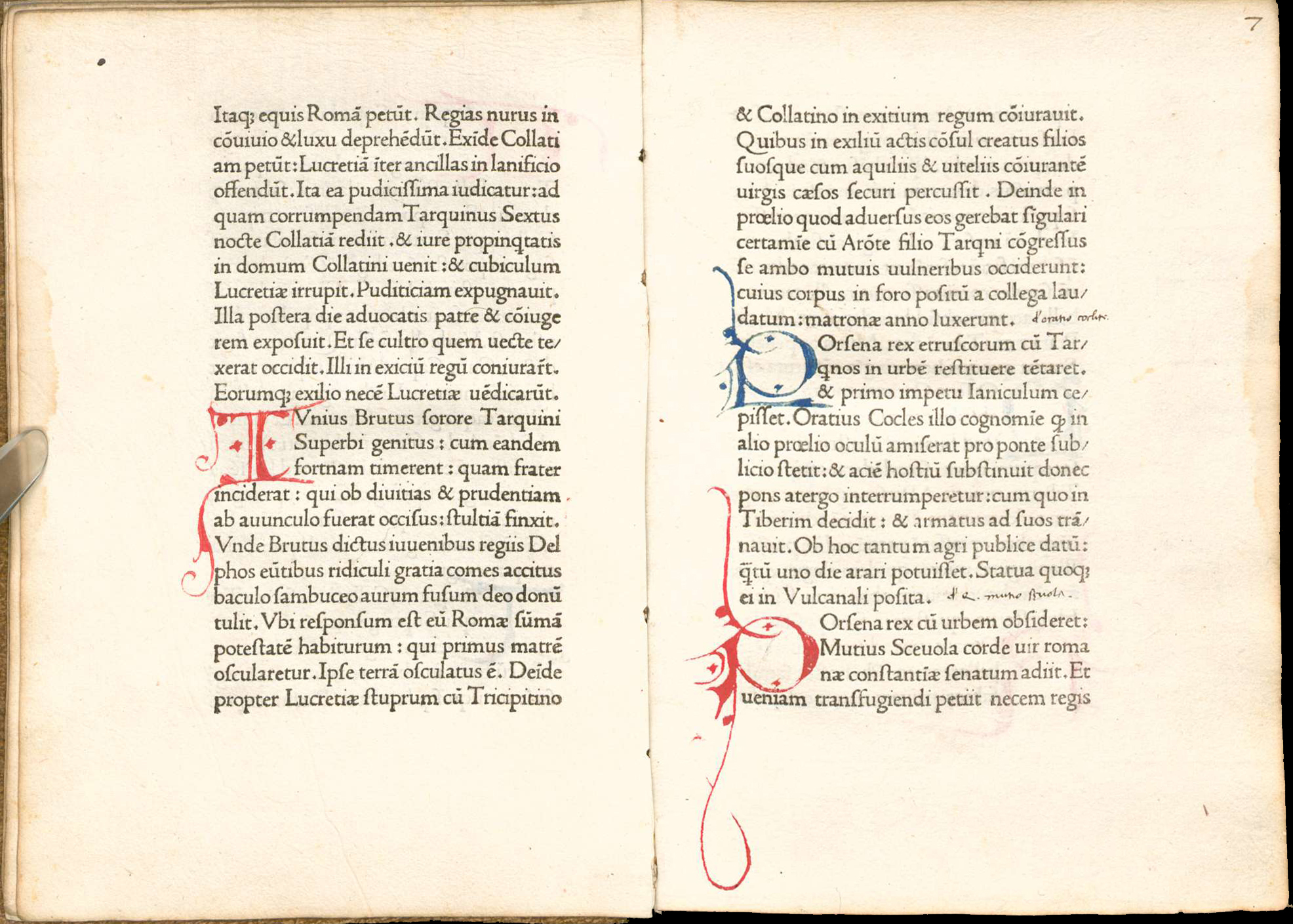
Разворот из книги «О знаменитых мужах», напечатанной Николя Жансоном около 1474 года. Экземпляр из Баварской государственной библиотеки

О знамени́тых мужа́х или О знамени́тых лю́дях (лат. De viris illustribus) — жанр древнеримской нравоучительной биографической литературы рассказывающей о жизни известных людей. Жанр получил второе рождение во времена Итальянского Возрождения.
Начиная с Цицерона, произведения различных авторов носили подобное название — De viris illustribus или De hominibus illustribus. В качестве примера можно привести сочинение «О знаменитых людях» (De viris illustribus) римского историка I века до н. э. Корнелия Непота, представляющее собой около 16 книг, с параллельными биографиями римлян и иноплеменников. Более известно сочинение римского историка II века н. э. Гая Светония Транквилла «О знаменитых мужах». Также известно анонимное компилятивное сочинение «О знаменитых мужах», датируемое IV веком и содержащее 86 биографий известных людей Древнего Рима, от легендарного царя Альба-Лонги Прока Сильвия до Клеопатры. 
В том же IV веке Иероним Стридонский написал свою книгу о «О знаменитых мужах», содержащую биографии 135 исторических лиц. В V веке Геннадий Массилийский продолжил работу своего предшественника, составив собственное сочинение «О знаменитых мужах». 
В Средние века произошло разделение жанра на два вида. Первым стали жития святых, в которых, наряду с чудесами, рассказывалось о жизни мучеников за веру, которые преподносились в качестве примера стойкости и послушания. В VII веке появились сочинения «О знаменитых мужах» Исидора Севильского и «О знаменитых мужах» Ильдефонса Толедского. 
Другое место заняла светская нравоучительная литература об аристократах собранная в наиболее сжатом виде в образах «Девяти достойных», выступавших в качестве примера добродетели и учтивости для придворного рыцарства, что нашло своё визуальное отражение в иллюминированных рукописях и гобеленах.
С наступлением Итальянского Возрождения почти одновременно в различных городах, таких как Милан, Неаполь, Сиена, Падуя, Фолиньо, Флоренция, Венеция, Перуджа и Урбино, появилось большое число высокообразованных людей, которые составили основу для новых повествований о выдающихся людях. В XIV столетии примерами подобных сочинений стал труд «О знаменитых мужах» Франческо Петрарки, охвативший 36 персоналии, а также сочинения Джованни Боккаччо «О превратностях судьбы знаменитых мужей», в котором излагались биографии 56 мужчин, и «О знаменитых женщинах», содержавшие жизнеописания 106 выдающихся женщин. 
В начале XV века гуманист Леонардо Бруни осуществил перевод «Сравнительных жизнеописаний» Плутарха. Миланская серия изображений «знаменитых мужей», изготовленная для Аццоне Висконти, о которой упомянул Джорджо Вазари, и неаполитанская были утрачены, однако важные ранние серии портретов знаменитых мужей сохранились в бывшей резиденции правительства Сиенской республики — Палаццо Публико, а также в «Зале знаменитых мужей» во дворце аристократа Франческо I ди Карра Падуе. В середине XV века сочинение «О знаменитых мужах» написал папа римский Пий II. 
В 1546 году итальянский гуманист Паоло Джовио составил серию биографий выдающихся личностей, в том числе своих современников. В своей серии их изображений (ныне утраченной) он представил 484 портрета литераторов, правителей, государственных деятелей и других сановников. В 1550 году вышли завоевавшие широкую популярность «Жизнеописания наиболее знаменитых живописцев, ваятелей и зодчих» Джорджо Вазари.
Ренессансные сочинения о «сиятельных мужах» носили в большей степени документальный характер, чем древнеримские, поскольку как отмечал с своём очерке «Книга о знати» (лат. De nobilitate liber) итальянский гуманист Поджо Браччолини, древние римляне обязаны были подражать предшественникам, потому что «верили, что образы людей, которые преуспели в погоне за славой и мудростью, если их будут лицезреть, помогут в очистить и зажечь душу». 
Данный жанр постепенно распространился и за пределы Италии. Уже в середине XV века английский монах-бенедиктинец аббат монастыря Св. Альбана в Сент-Олбансе Джон из Уитхэмстеда составил историко-биографическое сочинение «Житница знаменитых мужей» (Granarium de viris illustribus), считающееся первым гуманистическим произведением английской литературы.
В 1775 году сочинение «О знаменитых мужах» написал учёный французский аббат Шарль-Франсуа Ломон.
Жанр получил своё развитие и современности, причём не только в виде универсальных биографических словарей, граничащих с просопографией, но также и в особых собраниях вдохновляющих биографий, как книга президента США Джона Кеннеди «Профили мужества» (1956), или сатирической книге «Давайте воздадим почести знаменитым мужам» Джеймса Эйджи, название которой является отсылкой к стиху в Книге Премудрости Иисуса, сына Сирахова «Давайте воздадим почести знаменитым мужам и отцам нашим, породившим нас».